# Josef Bisig
Josef Meinrad Bisig (Steinhausen, 2 settembre 1952) è un presbitero svizzero, cofondatore e primo superiore generale della Fraternità sacerdotale di San Pietro.

## Biografia
Josef Bisig, quarto di sei figli, nacque a Steinhausen il 2 settembre 1952. Dopo essersi diplomato nel 1971, studiò medicina a Zurigo per un anno; non convinto della scelta, nel 1972 intraprese gli studi teologici e filosofici presso il seminario della Fraternità Sacerdotale San Pio X (FSSPX) a Ecône, che completò nel 1977 ottenendo la laurea in teologia. Dopo essere stato ordinato presbitero da mons. Marcel Lefebvre il 29 giugno 1977, fu rettore del Seminario internazionale del Sacro Cuore di Gesù a Zaitzkofen dal 1979 al 1986. Nel 1988, abbandonò la Fraternità Sacerdotale San Pio X quando, a fine giugno dello stesso anno, il suo fondatore Marcel Lefebvre ordinò vescovi quattro sacerdoti della FSSPX senza il mandato pontificio, agendo non in conformità con il Codice di Diritto Canonico, il quale prevede l’autorizzazione esplicita del Romano Pontefice, e quindi contro la volontà di papa Giovanni Paolo II. Decise, perciò, assieme ad una decina di sacerdoti e una ventina di seminaristi, di fondare la Fraternità sacerdotale di San Pietro presso l'abbazia di Hauterive e il 18 luglio 1988 ne ebbe l’approvazione da parte della Santa Sede. Tra il 1988 e il 2000 fu superiore generale della neonata Società di San Pietro per due mandati. Venne nominato uditore del Sinodo dei vescovi per l'Europa da papa Giovanni Paolo II nell'ottobre 1999.
La nomina del suo successore alla guida della Fraternità Sacerdotale San Pietro, Arnaud Devillers, avvenne in un contesto teso all'interno della stessa, in cui si discuteva se anche i sacerdoti facenti parte della Società potessero celebrare e amministrare i sacramenti secondo la riforma liturgica del Concilio Vaticano II. Devillers, eletto dal presidente della Pontificia commissione "Ecclesia Dei", il cardinale Darío Castrillón Hoyos, e non direttamente dai membri della Società, fu scelto per le sue posizioni neutrali sull’argomento.
Dal novembre 1988 al 2005 è stato rettore del Seminario Internazionale San Pietro a Wigratzbad, il cui nuovo edificio venne completato nell'autunno del 2000. Con il permesso del vescovo di Scranton, mons. James Clifford Timlin, fondò il Seminario di Nostra Signora di Guadalupe a Elmhurst, Pennsylvania, nel 1994, che fu trasferito a Denton, Nebraska, nel 1998 con l'approvazione del vescovo di Lincoln, mons. Fabian Wendelin Bruskewitz, a causa del crescente numero di seminaristi. Nel 2005 Bisig fu nominato vicerettore e professore di teologia, e nel 2006 rettore del Seminario di Denton.
Parla tedesco, francese, inglese e italiano.